# Kakavadsor
Kakavadsor, Kaqavadsor, Kakavadzor ou Kaqavadzor (en arménien Կաքավաձոր ; anciennement Yashil) est une communauté rurale du marz d'Aragatsotn, en Arménie. Elle compte 1 140 habitants en 2009.